# District de Xi'an (Liaoyuan)
Pour les articles homonymes, voir Xi'an (homonymie).
Le district de Xi'an (西安区 ; pinyin : Xī'ān Qū) est une subdivision administrative de la province du Jilin en Chine. Il est placé sous la juridiction de la ville-préfecture de Liaoyuan.